# لابان إينسورث
لابان إينسورث (بالإنجليزية: Laban Ainsworth)‏ هو ملحن أمريكي، ولد في 19 يوليو 1757، وتوفي في 17 مارس 1858 في جافري في الولايات المتحدة.